# فلسطين في الألعاب الأولمبية الصيفية 2024
من المقرر أن تتنافس دولة فلسطين في دورة الألعاب الأولمبية الصيفية 2024 في باريس، فرنسا، في الفترة من 26 يوليو إلى 11 أغسطس 2024، وهو سيكون الظهور الثامن للدولة في الألعاب الأولمبية الصيفية منذ ظهورها الرسمي لأول مرة في عام 1996.
وفي الفترة التي سبقت الحدث، أثيرت مخاوف بشأن حضور الرياضيين الفلسطينيين بسبب الصراع المستمر.
وفق الأتحاد الرياضي الفلسطيني، فلقد قتل 69 رياضياً أولومبياً فلسطينياً خلال الحرب الفلسطينية الاسرائيلية المستمرة، بمن فيهم نغم أبو سمرة، لاعبة كراتي كان يجب أن تشارك في اولمبياد باريس 2024، إضافه إلى ماجد أبو مراحيل، وهاني المصدر، مدرب المنتخب الأولمبي الفلسطيني.
إضافه لذلك، ونتيجة الأزمة الإنسانية في قطاع غزة اصبح الكثير من الرياضيين غير مؤهلين للمشاركة، مثل محمد حمادة، الذي خسر 20 كيلو من زونه وأصاب ركبته، مما حرمه المشاركة.

## المنافسين
وفيما يلي قائمة بأعداد المتنافسين في الألعاب:
| رياضة       | الرجال | النساء | المجموع |
| ----------- | ------ | ------ | ------- |
| ألعاب القوى | 1      | 1      | 2       |
| ملاكمة      | 1      | 0      | 1       |
| الجودو      | 1      | 0      | 1       |
| إطلاق نار   | 1      | 0      | 1       |
| سباحة       | 1      | 1      | 2       |
| التايكوندو  | 1      | 0      | 1       |
| المجموع     | 6      | 2      | 8       |

## التايكوندو
تأهل من دولة فلسطين رياضياً واحداً للمنافسة في الألعاب. وتأهل عمر حنتولي للمباريات، بعد فوزه في الأدوار نصف النهائية في فئته، في بطولة التصفيات الآسيوية 2024 في تايآن بالصين؛ وهو أول ظهور في هذه الرياضة.
| اسم الرياضي      | حدث          | مؤهل                                                                            | دور الـ16                     | ربع النهائي   | الدور نصف النهائي | إعادة المباراة | النهائي       | النهائي  |
| اسم الرياضي      | حدث          | نتيجة المنافس                                                                   | نتيجة المنافس                 | نتيجة المنافس | نتيجة المنافس     | نتيجة المنافس  | نتيجة المنافس | رتبة     |
| ---------------- | ------------ | ------------------------------------------------------------------------------- | ----------------------------- | ------------- | ----------------- | -------------- | ------------- | -------- |
| عمر ياسر اسماعيل | رجال -58 كجم | Tiranvalipour (فريق الرياضيين الأولمبيين اللاجئين في الألعاب الأولمبية) فوز 2-0 | Vicente Yunta (إسبانيا) ل 0-2 | 11            | لم يتأهل          | لم يتأهل       | لم يتأهل      | لم يتأهل |

## الرماية
| رياضي                 | الحدث                        | التصفيات | التصفيات | النهائي  | النهائي  |
| رياضي                 | الحدث                        | نقاط     | رتبة     | نقاط     | رتبة     |
| --------------------- | ---------------------------- | -------- | -------- | -------- | -------- |
| خورخي أنطونيو الصالحي | رماية الأطباق الطائرة للرجال | 100      | 30       | لم يتأهل | لم يتأهل |

## ألعاب القوى
| رياضي       | الحدث         | تصيفات  | تصيفات | إعادة المباراة | إعادة المباراة | الدور نصف النهائي | الدور نصف النهائي | النهائي  | النهائي  |
| رياضي       | الحدث         | نتيجة   | رتبة   | نتيجة          | رتبة           | نتيجة             | رتبة              | نتيجة    | رتبة     |
| ----------- | ------------- | ------- | ------ | -------------- | -------------- | ----------------- | ----------------- | -------- | -------- |
| محمد دويدار | 800 متر رجال  | 1:54.83 | 54     | 1:54.83        | 32             | لم يتأهل          | لم يتأهل          | لم يتأهل | لم يتأهل |
| ليلى المصري | 800 متر سيدات | 2:12.21 | 48     | 2:16.72        | 30             | لم تتأهل          | لم تتأهل          | لم تتأهل | لم تتأهل |

## السباحة
| الرياضي     | الحدث                      | تصفيات  | تصفيات | الدور نصف النهائي | الدور نصف النهائي | النهائي  | النهائي  |
| الرياضي     | الحدث                      | وقت     | رتبة   | وقت               | رتبة              | وقت      | رتبة     |
| ----------- | -------------------------- | ------- | ------ | ----------------- | ----------------- | -------- | -------- |
| يزن البواب  | سباحة الظهر 100 متر رجال   | 58.26   | 43     | لم يتأهل          | لم يتأهل          | لم يتأهل | لم يتأهل |
| فاليري ترزي | سباق 200 متر متنوع للسيدات | 2:20.56 | 32     | لم تتأهل          | لم تتأهل          | لم تتأهل | لم تتأهل |

## الجودو
| الرياضي   | الحدث        | دور الـ32                        | دور الـ16     | ربع النهائي   | الدور نصف النهائي | إعادة المباراة | النهائي       | النهائي  |
| الرياضي   | الحدث        | نتيجة المنافس                    | نتيجة المنافس | نتيجة المنافس | نتيجة المنافس     | نتيجة المنافس  | نتيجة المنافس | رتبة     |
| --------- | ------------ | -------------------------------- | ------------- | ------------- | ----------------- | -------------- | ------------- | -------- |
| فارس بدوي | رجال -81 كجم | Makhmadbekov (طاجيكستان) ل 00–10 | 17            | لم يتأهل      | لم يتأهل          | لم يتأهل       | لم يتأهل      | لم يتأهل |

## الملاكمة
| الرياضي     | الحدث             | دور الـ32                   | دور الـ16     | ربع النهائي   | الدور نصف النهائي | النهائي       | النهائي  |
| الرياضي     | الحدث             | نتيجة المنافس               | نتيجة المنافس | نتيجة المنافس | نتيجة المنافس     | نتيجة المنافس | رتبة     |
| ----------- | ----------------- | --------------------------- | ------------- | ------------- | ----------------- | ------------- | -------- |
| وسيم أبو سل | وزن الريشة للرجال | نبيل إبراهيم (السويد) ل 0-5 | 17            | لم يتأهل      | لم يتأهل          | لم يتأهل      | لم يتأهل |